# Albánské divadlo (Skopje)
Albánské divadlo (albánsky Teatri Shqiptar, makedonsky Албанскиот театар) je divadlo albánského obyvatelstva. Sídlí v hlavním městě Severní Makedonie, ve Skopje. Jeho adresa je Ulice Nikoly Martinovského 41; nachází se v severní části Starého bazaru, blízko tržnice Bit pazar.
Divadlo bylo ustanoveno v roce 1950 jako Divadlo menšin s albánským a tureckým souborem. Původně sídlilo v budově na třídě Národní fronty, od roku 1953 mělo svojí budovu, ta však byla zničena při zemětřesení v roce 1963.

## Budova
Divadlo sídlí v brutalistní budově, která vznikla po zemětřesení v roce 1963. Ve stejné budově sídlí rovněž i soubor turecké národnostní menšiny. Na rozdíl od řady obdobných objektů však její fasáda byla omítnuta v bílé barvě a netvoří ji, jako např. u telekomunikačního centra holý beton. Stavba byla otevřena jako Divadlo národností v roce 1969. Architektem budovy byla Makedonka Vera Ḱosevska. Objekt o základech 80×40 m je rozčleněn do řady částí, na rozdíl od jiných divadel v bývalé Jugoslávii z téže doby (např. v v Novém Sadu nebo Zenici) tak netvoří jeden monolitický blok, který by vyčníval z okolní zástavby.
V roce 2014 bylo rozhodnuto o komplexní rekonstrukci budovy. Ta byla dokončena v roce 2019.